# Хархачаев, Паша Шахрудинович
Паша́ Шахруди́нович Хархача́ев (26 апреля 1995, Махачкала, Дагестан, Россия) — российский самбист и дзюдоист, призёр чемпионатов России по боевому самбо, мастер спорта России, боец смешанных единоборств. Выступал в весовой категории свыше 100 кг. С 2018 года выступает за Бахрейн. Является старшим братом самбиста Гасана Хархачаева.

## Спортивные результаты

### За Россию
- Чемпионат России по боевому самбо 2016 года — .
- Чемпионат России по боевому самбо 2017 года — .

### За Бахрейн
- Чемпионат мира по самбо 2022 года — .